# Coupe du monde de snowboard 2012-2013
Navigation
Édition précédente Édition suivante
La 19e saison de Coupe du monde de snowboard débute le 24 août 2012 par une épreuve de Half Pipe à Cardrona en Nouvelle-Zélande et se terminera le 25 mars 2013 à Sierra Nevada en Espagne. Les épreuves masculines et féminines que compte cette saison sont organisées par la Fédération internationale de ski.

## Classements généraux
| Rang | Nom                | Points |
| ---- | ------------------ | ------ |
| 1    | Andreas Prommegger | 4660   |
| 2    | Roland Fischnaller | 3990   |
| 3    | Zan Kosir          | 3410   |
| 4    | Ingemar Walder     | 2440   |
| 5    | Nevin Galmarini    | 2330   |
| 6    | Rok Marguc         | 2260   |
| 7    | Lukas Mathies      | 2210   |
| 8    | Aaron March        | 2160   |
| 9    | Vic Wild           | 2110   |
| 10   | Sylvain Dufour     | 2080   |

| Rang | Nom                   | Points |
| ---- | --------------------- | ------ |
| 1    | Patrizia Kummer       | 3750   |
| 2    | Marion Kreiner        | 3580   |
| 3    | Caroline Calve        | 3370   |
| 4    | Ekaterina Tudegesheva | 3000   |
| 5    | Amelie Kober          | 2720   |
| 6    | Anke Karstens         | 2535   |
| 7    | Tomoka Takeuchi       | 2420   |
| 8    | Claudia Riegler       | 2390   |
| 9    | Hilde-Katrine Engeli  | 2280   |
| 10   | Julia Dujmovits       | 2270   |

| Rang | Nom                | Points |
| ---- | ------------------ | ------ |
| 1    | Roland Fischnaller | 2200   |
| 2    | Zan Kosir          | 1617   |
| 3    | Aaron March        | 1500   |
| 4    | Andreas Prommegger | 1400   |
| 5    | Stanislav Detkov   | 1230   |

| Rang | Nom                   | Points |
| ---- | --------------------- | ------ |
| 1    | Patrizia Kummer       | 1690   |
| 2    | Amelie Kober          | 1600   |
| 3    | Caroline Calve        | 1390   |
| 4    | Marion Kreiner        | 1350   |
| 5    | Ekaterina Tudegesheva | 1290   |

| Rang | Nom                | Points |
| ---- | ------------------ | ------ |
| 1    | Andreas Prommegger | 3660   |
| 2    | Roland Fischnaller | 2280   |
| 3    | Rok Marguc         | 2100   |
| 4    | Ingemar Walder     | 2030   |
| 5    | Zan Kosir          | 1810   |

| Rang | Nom                   | Points |
| ---- | --------------------- | ------ |
| 1    | Marion Kreiner        | 2512   |
| 2    | Patrizia Kummer       | 2480   |
| 3    | Tomoka Takeuchi       | 2310   |
| 4    | Ekaterina Tudegesheva | 2210   |
| 5    | Caroline Calve        | 2125   |

| Rang | Nom                  | Points |
| ---- | -------------------- | ------ |
| 1    | Alex Pullin          | 4550   |
| 2    | Markus Schairer      | 3500   |
| 3    | Omar Visintin        | 2880   |
| 4    | Alessandro Haemmerle | 2692   |
| 5    | Nick Baumgartner     | 2520   |
| 6    | Christopher Robanske | 2384   |
| 7    | Nate Holland         | 1780   |
| 8    | Robert Fagan         | 1604   |
| 9    | Pierre Vaultier      | 1548   |
| 10   | Tommaso Leoni        | 1530   |

| Rang | Nom                 | Points |
| ---- | ------------------- | ------ |
| 1    | Dominique Maltais   | 5600   |
| 2    | Nelly Moenne-Loccoz | 4150   |
| 3    | Michela Moioli      | 3170   |
| 4    | Maelle Ricker       | 2960   |
| 4    | Eva Samkova         | 2960   |
| 6    | Alexandra Jekova    | 2610   |
| 7    | Raffaella Brutto    | 2190   |
| 8    | Simona Meiler       | 1830   |
| 9    | Belle Brockhoff     | 1770   |
| 10   | Yuka Fujimori       | 1760   |

| Rang | Nom              | Points |
| ---- | ---------------- | ------ |
| 1    | Janne Korpi      | 2360   |
| 2    | Scott Lago       | 1960   |
| 3    | Zhang Yiwei      | 1900   |
| 4    | Shuhei Sato      | 1620   |
| 5    | Maxence Parrot   | 1600   |
| 6    | Roope Tonteri    | 1562   |
| 7    | Luke Mitrani     | 1500   |
| 8    | Seppe Smits      | 1500   |
| 9    | Nathan Johnstone | 1480   |
| 10   | Billy Morgan     | 1432   |

| Rang | Nom                  | Points |
| ---- | -------------------- | ------ |
| 1    | Kelly Clark          | 3200   |
| 2    | Liu Jiayu            | 2660   |
| 3    | Sophie Rodriguez     | 2600   |
| 4    | Kaitlyn Farrington   | 1820   |
| 5    | Queralt Castellet    | 1780   |
| 6    | Arielle Gold         | 1720   |
| 7    | Torah Bright         | 1650   |
| 8    | Kjersti Buaas        | 1400   |
| 9    | Ellery Hollingsworth | 1350   |
| 10   | Holly Crawford       | 1270   |

| Rang | Nom              | Points |
| ---- | ---------------- | ------ |
| 1    | Scott Lago       | 1960   |
| 2    | Zhang Yiwei      | 1900   |
| 3    | Shuhei Sato      | 1620   |
| 4    | Luke Mitrani     | 1500   |
| 5    | Nathan Johnstone | 1480   |

| Rang | Nom                | Points |
| ---- | ------------------ | ------ |
| 1    | Kelly Clark        | 3200   |
| 2    | Liu Jiayu          | 2660   |
| 3    | Sophie Rodriguez   | 2600   |
| 4    | Kaitlyn Farrington | 1820   |
| 5    | Queralt Castellet  | 1780   |

| Rang | Nom             | Points |
| ---- | --------------- | ------ |
| 1    | Yuuki Kadono    | 1400   |
| 2    | Sven Thorgren   | 1250   |
| 3    | Torstein Horgmo | 1220   |
| 4    | Maxence Parrot  | 1200   |
| 5    | Staale Sandbech | 1120   |

| Rang | Nom              | Points |
| ---- | ---------------- | ------ |
| 1    | Kjersti Buaas    | 1400   |
| 2    | Jamie Anderson   | 1000   |
| 2    | Enni Rukajarvi   | 1000   |
| 4    | Sina Candrian    | 815    |
| 5    | Sarka Pancochova | 720    |

| \| Rang \| Nom \| Points \| \| ---- \| ----------------------- \| ------ \| \| 1 \| Seppe Smits \| 1000 \| \| 2 \| Clemens Schattschneider \| 800 \| \| 3 \| Patrick Burgener \| 600 \| \| 4 \| Roope Tonteri \| 500 \| \| 5 \| Janne Korpi \| 450 \| |                         |        |
| Rang | Nom                     | Points |
| 1 | Seppe Smits             | 1000   |
| 2 | Clemens Schattschneider | 800    |
| 3 | Patrick Burgener        | 600    |
| 4 | Roope Tonteri           | 500    |
| 5 | Janne Korpi             | 450    |

## Calendrier et podiums
Épreuves
| - Big air : BA - Half-pipe : HP - Slalom géant parallèle : PGS | - Slalom parallèle : PSL - Snowboardcross : SBX - Slopestyle : SBS |

### Hommes
| Date       | Lieu            | Épreuve         | Vainqueur                                | Second                                   | Troisième                                     |
| ---------- | --------------- | --------------- | ---------------------------------------- | ---------------------------------------- | --------------------------------------------- |
| 26/08/2012 | Cardrona        | HP              | Ryo Aono                                 | Shuhei Sato                              | Zhang Yiwei                                   |
| 27/10/2012 | Londres         | BA              | annulé pour raisons économiques          | annulé pour raisons économiques          | annulé pour raisons économiques               |
| 10/11/2012 | Anvers          | BA              | Seppe Smits                              | Clemens Schattschneider                  | Patrick Burgener                              |
| 17/11/2012 | Stockholm       | BA              | annulé pour raisons économiques          | annulé pour raisons économiques          | annulé pour raisons économiques               |
| 7/12/2012  | Montafon        | SBX             | Omar Visintin                            | Markus Schairer                          | Nick Baumgartner                              |
| 8/12/2012  | Montafon        | SBX par équipes | États-Unis Hagen Kearney Nate Holland    | Italie Luca Matteotti Omar Visintin      | Autriche Alessandro Haemmerle Markus Schairer |
| 10/12/2012 | Ruka            | HP              | annulé                                   | annulé                                   | annulé                                        |
| 14/12/2012 | Telluride       | SBX             | Seth Wescott                             | Alex Pullin                              | Christopher Robanske                          |
| 15/12/2012 | Telluride       | SBX par équipes | États-Unis Nate Holland Seth Wescott     | Italie Emanuel Perathoner Tommaso Leoni  | Autriche Hanno Douschan Michael Haemmerle     |
| 21/12/2012 | Carezza         | PGS             | Andreas Prommegger                       | Lukas Mathies                            | Vic Wild                                      |
| 11/01/2013 | Bad Gastein     | PSL             | Andreas Prommegger                       | Roland Fischnaller                       | Zan Kosir                                     |
| 12/01/2013 | Bad Gastein     | PSL             | Zan Kosir                                | Roland Fischnaller                       | Aaron March                                   |
| 11/01/2013 | Copper Mountain | SBS             | Charles Guldemond                        | Roope Tonteri                            | Peetu Piiroinen                               |
| 12/01/2013 | Copper Mountain | HP              | Nathan Johnstone                         | Luke Mitrani                             | Louie Vito                                    |
| 1/02/2012  | Park City       | HP              | Shaun White                              | Scott Lago                               | Luke Mitrani                                  |
| 2/02/2013  | Blue Mountain   | SBX             | Christopher Robanske                     | Alex Pullin                              | Nick Baumgartner                              |
| 2/02/2013  | Sudelfeld       | PGS             | annulé                                   | annulé                                   | annulé                                        |
| 3/02/2013  | Sudelfeld       | PSL             | annulé                                   | annulé                                   | annulé                                        |
| 8/02/2013  | Rogla           | PGS             | Roland Fischnaller                       | Zan Kosir                                | Sylvain Dufour                                |
| 9/02/2013  | Kongsberg       | SBX             | annulé                                   | annulé                                   | annulé                                        |
| 11/02/2013 | Sotchi          | SBS             | annulé                                   | annulé                                   | annulé                                        |
| 14/02/2013 | Sotchi          | HP              | Taku Hiraoka                             | Iouri Podladtchikov                      | Scott Lago                                    |
| 14/02/2013 | Sotchi          | PGS             | Andreas Prommegger                       | Ingemar Walder                           | Rok Flander                                   |
| 15/02/2013 | Sotchi          | PSL             | annulé                                   | annulé                                   | annulé                                        |
| 17/02/2013 | Sotchi          | SBX             | Alessandro Haemmerle                     | Alex Deibold                             | Markus Schairer                               |
| 23/02/2013 | Moscou          | PSL             | Stanislav Detkov                         | Nevin Galmarini                          | Laurent Fischnaller                           |
| 9/03/2013  | Arosa           | SBX             | Alex Pullin                              | Nate Holland                             | Lucas Eguibar                                 |
| 10/03/2013 | Arosa           | PGS             | Rok Marguc                               | Matthew Morison                          | Anton Unterkofler                             |
| 16/03/2013 | Spindleruv Mlyn | SBS             | Torstein Horgmo                          | Staale Sandbech                          | Sven Thorgren                                 |
| 16/03/2013 | La Molina       | PGS             | Andreas Prommegger                       | Siegfried Grabner                        | Philipp Schoch                                |
| 16/03/2013 | Veysonnaz       | SBX             | Mateusz Ligocki                          | Alex Pullin                              | Alessandro Haemmerle                          |
| 17/03/2013 | Veysonnaz       | SBX par équipes | Canada Christopher Robanske Robert Fagan | États-Unis Nate Holland Nick Baumgartner | États-Unis Jonathan Cheever Seth Wescott      |
| 21/03/2013 | Sierra Nevada   | SBX             | Pierre Vaultier                          | Markus Schairer                          | Omar Visintin                                 |
| 26/03/2013 | Sierra Nevada   | SBS             | Yuuki Kadono                             | Maxence Parrot                           | Billy Morgan                                  |
| 27/03/2013 | Sierra Nevada   | HP              | Janne Korpi                              | Ayumu Nedefuji                           | Shuhei Sato                                   |

### Femmes
| Date       | Lieu            | Épreuve         | Vainqueur                              | Second                                 | Troisième                                      |
| ---------- | --------------- | --------------- | -------------------------------------- | -------------------------------------- | ---------------------------------------------- |
| 26/08/2012 | Cardrona        | HP              | Kelly Clark                            | Sophie Rodriguez                       | Queralt Castellet                              |
| 7/12/2012  | Montafon        | SBX             | Dominique Maltais                      | Raffaella Brutto                       | Belle Brockhoff                                |
| 8/12/2012  | Montafon        | SBX par équipes | Autriche Maria Ramberger Susanne Moll  | France Claire Chapotot Lorelei Schmitt | France Nelly Moenne-Loccoz Chloe Trespeuch     |
| 10/12/2012 | Ruka            | HP              | annulé                                 | annulé                                 | annulé                                         |
| 14/12/2012 | Telluride       | SBX             | Dominique Maltais                      | Maelle Ricker                          | Alexandra Jekova                               |
| 15/12/2012 | Telluride       | SBX par équipes | Canada Maelle Ricker Dominique Maltais | Suisse Émilie Aubry Simona Meiler      | Italie Michela Moioli Raffaella Brutto         |
| 21/12/2012 | Carezza         | PGS             | Tomoka Takeuchi                        | Caroline Calve                         | Anke Karstens                                  |
| 11/01/2013 | Bad Gastein     | PSL             | Amelie Kober                           | Marion Kreiner                         | Claudia Riegler                                |
| 12/01/2013 | Bad Gastein     | PSL             | Patrizia Kummer                        | Julia Dujmovits                        | Svetlana Boldykova                             |
| 11/01/2013 | Copper Mountain | SBS             | Jamie Anderson                         | Kjersti Buaas                          | Isabel Derungs                                 |
| 12/01/2013 | Copper Mountain | HP              | Torah Bright                           | Kelly Clark                            | Queralt Castellet                              |
| 1/02/2013  | Park City       | HP              | Liu Jiayu                              | Arielle Gold                           | Kaitlyn Farrington                             |
| 2/02/2013  | Blue Mountain   | SBX             | Eva Samkova                            | Dominique Maltais                      | Nelly Moenne-Loccoz                            |
| 2/02/2013  | Sudelfeld       | PGS             | annulé                                 | annulé                                 | annulé                                         |
| 3/02/2013  | Sudelfeld       | PSL             | annulé                                 | annulé                                 | annulé                                         |
| 8/02/2013  | Rogla           | PGS             | Ekaterina Tudegesheva                  | Nicolien Sauerbreij                    | Claudia Riegler                                |
| 9/02/2013  | Kongsberg       | SBX             | annulé                                 | annulé                                 | annulé                                         |
| 11/02/2013 | Sotchi          | SBS             | annulé                                 | annulé                                 | annulé                                         |
| 14/02/2013 | Sotchi          | HP              | Kelly Clark                            | Holly Crawford                         | Sophie Rodriguez                               |
| 14/02/2013 | Sotchi          | PGS             | Marion Kreiner                         | Amelie Kober                           | Ariane Lavigne                                 |
| 15/02/2013 | Sotchi          | PSL             | annulé                                 | annulé                                 | annulé                                         |
| 17/02/2013 | Sotchi          | SBX             | Michela Moioli                         | Nelly Moenne-Loccoz                    | Helene Olafsen                                 |
| 23/02/2013 | Moscou          | PSL             | Caroline Calve                         | Aleksandra Krol                        | Ekaterina Tudegesheva                          |
| 9/03/2013  | Arosa           | SBX             | Dominique Maltais                      | Michela Moioli                         | Maelle Ricker                                  |
| 10/03/2013 | Arosa           | PGS             | Hilde-Katrine Engeli                   | Patrizia Kummer                        | Caroline Calve                                 |
| 16/03/2013 | Spindleruv Mlyn | SBS             | Enni Rukajarvi                         | Sina Candrian                          | Kjersti Buaas                                  |
| 16/03/2013 | La Molina       | PGS             | Anke Karstens                          | Marion Kreiner                         | Patrizia Kummer                                |
| 16/03/2013 | Veysonnaz       | SBX             | Nelly Moenne-Loccoz                    | Dominique Maltais                      | Eva Samkova                                    |
| 17/03/2013 | Veysonnaz       | SBX par équipes | Canada Maelle Ricker Dominique Maltais | Italie Michela Moioli Raffaella Brutto | États-Unis Faye Gulini Callan Chythlook-Sifsof |
| 21/03/2013 | Sierra Nevada   | SBX             | Dominique Maltais                      | Nelly Moenne-Loccoz                    | Maelle Ricker                                  |
| 26/03/2013 | Sierra Nevada   | SBS             | annulé                                 | annulé                                 | annulé                                         |
| 27/03/2013 | Sierra Nevada   | HP              | Sophie Rodriguez                       | Liu Jiayu                              | Ursina Haller                                  |